# A-306
La A-306 es una carretera autonómica andaluza que une El Carpio (Córdoba) (concretamente nace en la N-IVa) con Torredonjimeno (Jaén) (concretamente termina en la autonómica A-316, futura Autovía del Olivar (Estepa-Úbeda). Discurre siempre dentro de las provincias cordobesa y jienense.
Hasta el año 2007 el identificador de la carretera era en color naranja debido a la futura autovía que se construiría , pero debido a la anulación de esta obra se pasó al color verde actual.

## Historia
La autonómica A-306 formaba parte de la antigua carretera nacional N-324 (El Carpio - Almería) junto con otras autonómicas actuales, antes de que la N-324 fuese transferida a la Junta de Andalucía y dividida y sus tramos reformados y renombrados. Desde entonces el tramo comprendido entre El Carpio y Torredonjimeno pasó a llamarse A-306 (Jaén-Córdoba por Bujalance) hasta el año 2007, cuando se renombró A-306 (El Carpio-Torredonjimeno).

## Futuro
Se ha licitado el estudio para convertir la A-306 en autovía, una reivindicación histórica de los jienenses y cordobeses, para así poder ir desde la ciudad de Jaén hasta la capital cordobesa por autovía sin tener que subir por la autovía A-44 hasta Bailén y después al oeste por la autovía A-4 hasta la ciudad de Córdoba como hay que hacerlo actualmente si se quiere ir por autovía en todo el trayecto, con el aumento de kilómetros que supone hoy día.
Cuando la A-306 esté convertida en autovía se podrá ir desde la capital jienense hasta la cordobesa por la Autovía del Olivar hasta Torredonjimeno, después por la A-306 y después por la A-4, de forma que siempre se irá hacia el oeste, y nunca hacia el este (como pasaba al dirigirse hacia Bailén). Además Bailén queda mucho más al norte que la capital cordobesa.
Los habitantes de la ciudad de Córdoba y sus alrededores, y los viajeros procedentes de la N-432 (futura autovía A-81) desde Badajoz y de la A-4 desde Sevilla también podrán beneficiarse de esta autovía para alcanzar la ciudad de Jaén.

## Tramos
| Denominación | Tramo                           | Estado (2025)                                                 | km |
| ------------ | ------------------------------- | ------------------------------------------------------------- | -- |
|              | Variante de El Carpio           | Pendiente de nuevo estudio informativo (caducado el anterior) | 3  |
|              | El Carpio- A-316 Torredonjimeno | Pendiente de nuevo estudio informativo (caducado el anterior) | 58 |